# Structure stable (automate cellulaire)
Dans un automate cellulaire, un motif fini est appelé structure stable s'il ne change pas d'une génération à l'autre. Ils apparaissent spontanément et sont variés par leur forme, leur taille et leur nombre.

## Définition
Une structure stable est un objet qui ne varie pas d'une génération à l'autre. On peut considérer que c'est un oscillateur de période 1.

## Exemples
Le Jeu de la vie donne de nombreux exemples de structures stables :

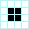
Le « bloc », la plus petite structure (et la plus commune) stable du Jeu de la vie avec quatre cellules vivantes
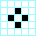
Une autre structure de quatre cellules, le tube*
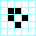
Une structure de cinq cellules, le bateau*
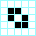
Une structure de six cellules, le navire*
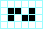
Une structure de six cellules, le serpent*
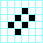
Une structure de six cellules, la barge
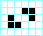
Une structure de six cellules, le porte-avion
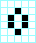
Une structure de six cellules, la ruche*
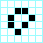
Une structure de sept cellules, la miche de pain
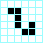
Une structure de sept cellules, l'hameçon (aussi connu en tant que mangeur à cause de sa capacité à détruire des planeurs sans dégât.
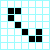
Une structure de huit cellules, le canoë*
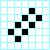
Une structure de huit cellules, la longue barge
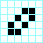
Une structure de huit cellules, le long navire
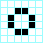
Une structure de huit cellules, la mare*
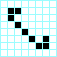
Une structure de neuf cellules, le long canoë
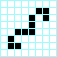
Une structure de onze cellules, le double hameçon 2
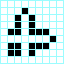
Une structure de dix-neuf cellules, le mangeur type 2
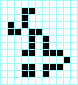
Une structure de vingt-sept cellules
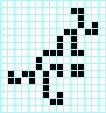
Une structure de quarante cellules asymétrique

*Ces structures peuvent être allongées respectivement en barge, en long bateau, en long navire, en long serpent, en petit lac, en long canoë et en lac. 

### Muraille
Une muraille peut être créée en associant des blocs; ceux-ci peuvent être distants d'un ou deux cases pour empêcher la traversée d'une zone par des objets mouvants. On peut également placer plusieurs rangées de blocs l'une derrière l'autre. Les collisions d'objets mouvants avec une muraille peuvent donner lieu à la création de figures intéressantes (par exemple en pointant sur une muraille simple à blocs espacés d'une case un canon de Gosper).

## Structures stables infinies
Certaines structures stables sont infinies : elles doivent se prolonger indéfiniment pour être stables. Ce sont des agars (notez que certains agars ont une période).